# Emanuel Łoziński
Emanuel Józef Łoziński, właściwie Emanuel Józef Zwilling-Łoziński (ur. 20 marca 1886 we Lwowie, zm. 24 maja 1954 w Warszawie) – polski nauczyciel, doktor filozofii, działacz oświatowy, profesor gimnazjów lwowskich i warszawskich, dziennikarz, porucznik Wojska Polskiego, szambelan papieski, długoletni dyrektor Gimnazjum, a następnie Liceum im. gen. Józefa Sowińskiego w Warszawie.

## Życiorys

### Pod zaborami

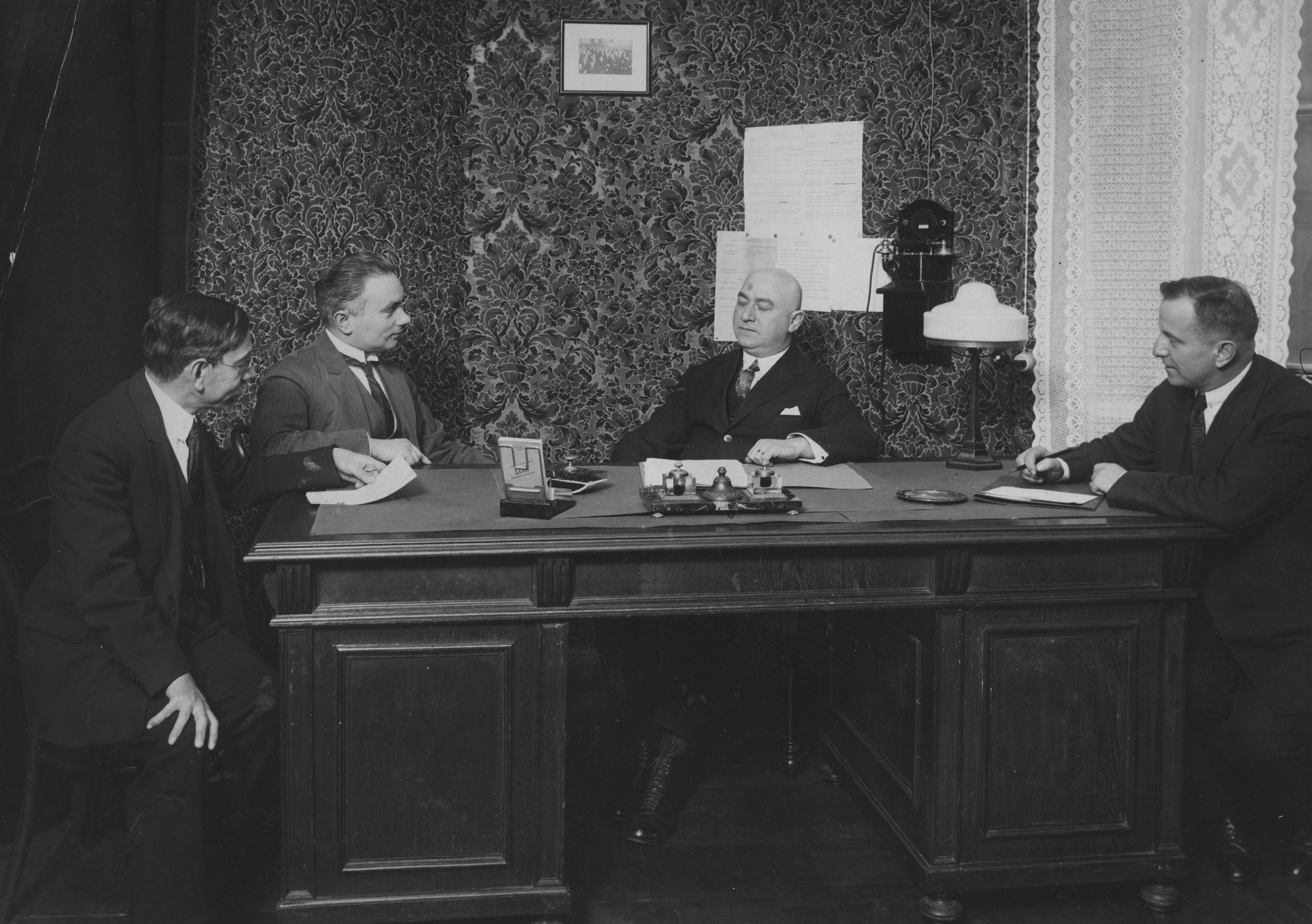
Członkowie Zarządu Głównego Towarzystwa Nauczycieli Szkół Średnich i Wyższych. Emanuel Łoziński drugi od prawej (1927)

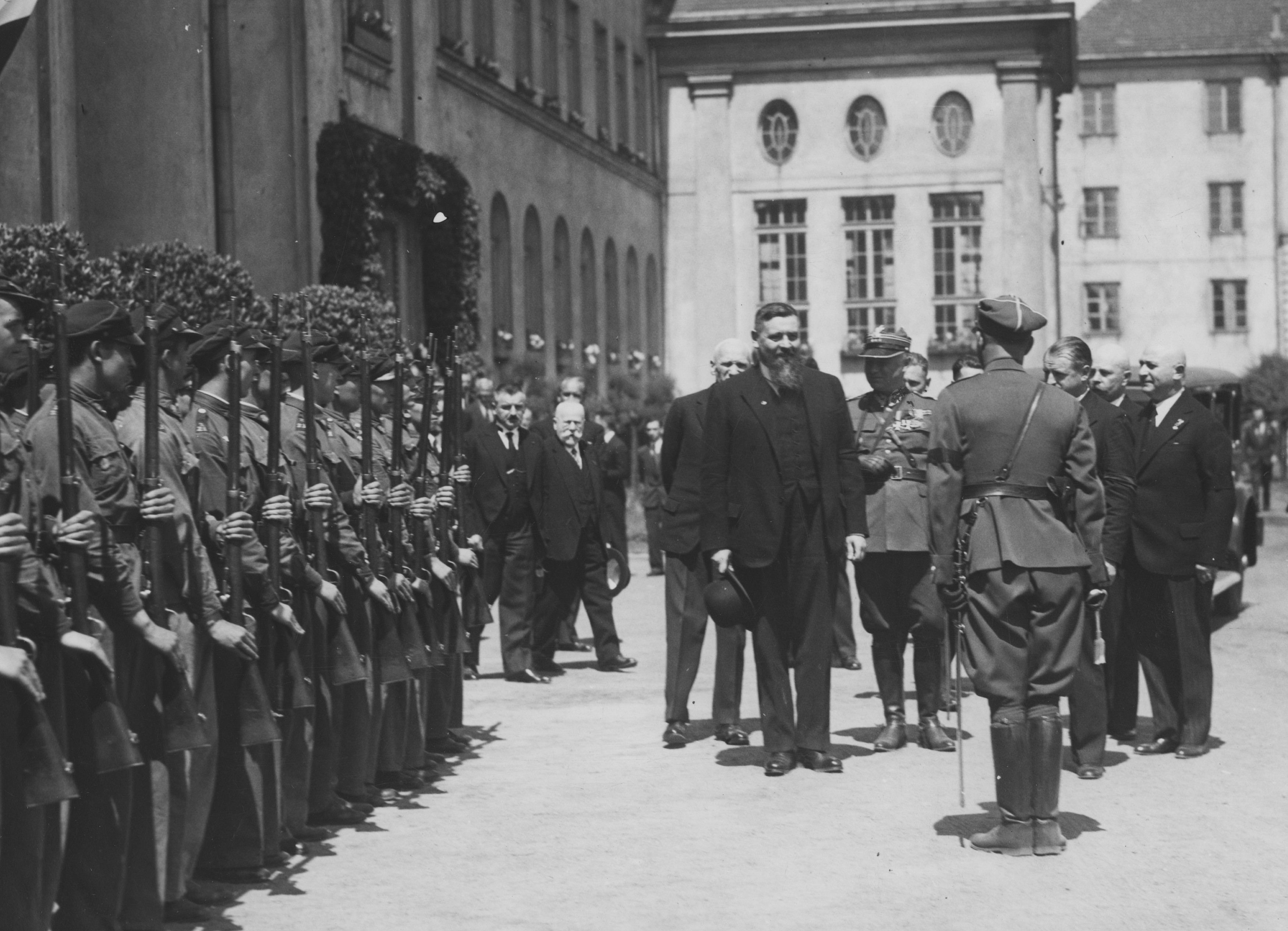
Uroczystość odsłonięcia popiersi Józefa Sowińskiego i Józefa Piłsudskiego w I Gimnazjum Męskim im. gen. Sowińskiego. Emanuel Łoziński pierwszy z prawej (1935)

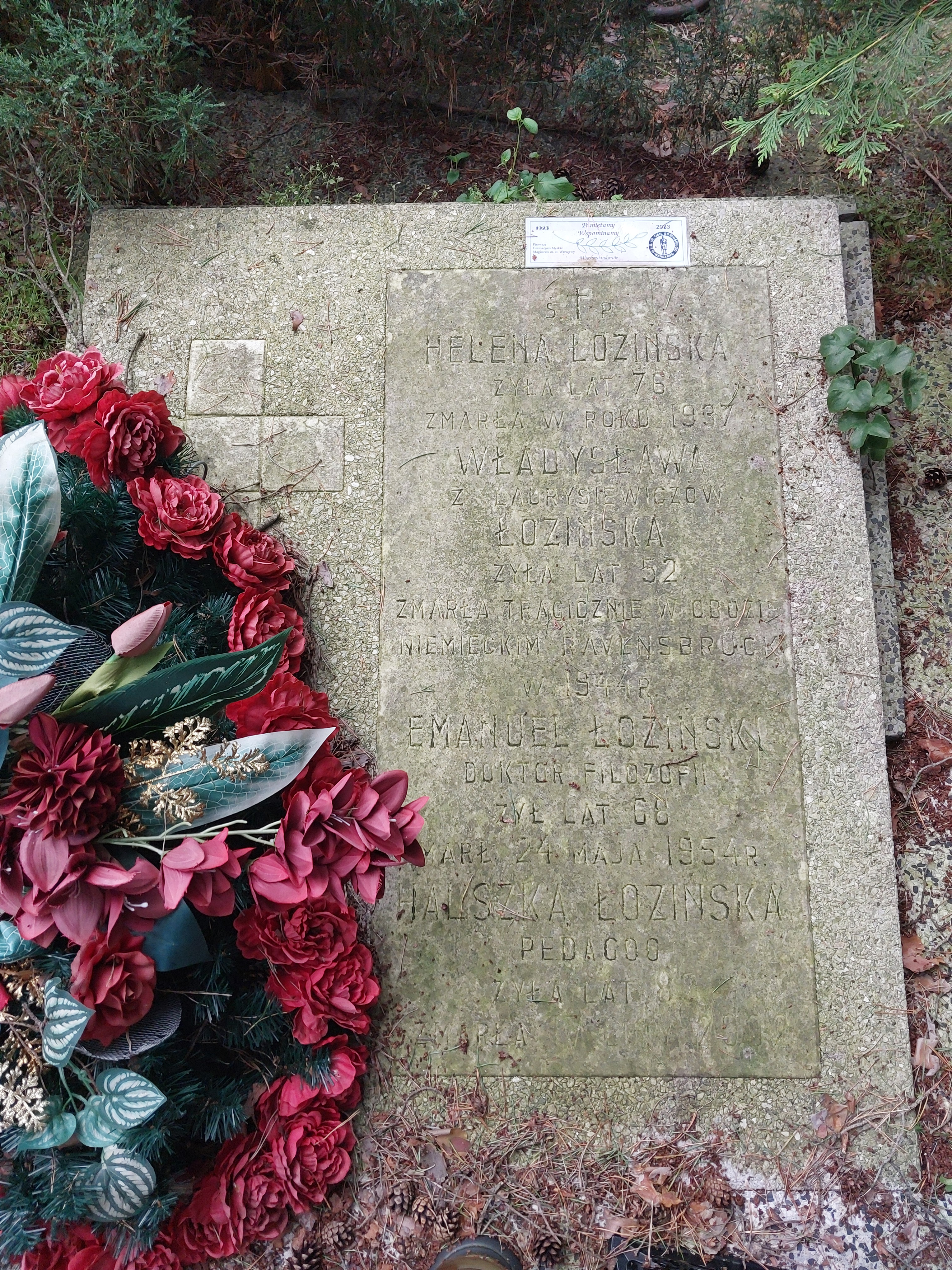
Grób Emanuela Łozińskiego oraz jego żony i córki na cmentarzu w Monkiniach

Urodził się 20 marca 1886 w domu nr 27 przy ul. Chorążczyzna we Lwowie, jako nieślubny syn urzędnika Nesanela Steina i Betty (Berty) Zwilling, będących wyznania mojżeszowego. Jego matka była córką budowniczego Jakuba Zwillinga i Chany. 4 listopada 1905 został ochrzczony przez księdza Stanisława Narajewskiego w rzymskokatolickim kościele św. Mikołaja we Lwowie. Jego rodzicami chrzestnymi byli: student prawa Roman Kordys oraz studentka filozofii Wiktoria Weinzel. 18 lipca 1912 został adoptowany przez Mateusza Zgałat-Łozińskiego i przyjął podwójne nazwisko Zwilling-Łoziński.
W latach 1896-1904 uczył się w IV Gimnazjum we Lwowie (uczęszczał do jednej klasy z Maciejem Ratajem, Jerzym Maślanką, Romanem Kordysem, Juliuszem Kleinerem i Stanisławem Wasylewskim). W 1904 otrzymał tam świadectwo dojrzałości. Następnie studiował na Wydziale Filozoficznym Uniwersytetu we Lwowie. Podczas studiów mieszkał w jednym mieszkaniu przy ul. Lelewela 10 z innym studentem Witoldem Bełzą, późniejszym znanym literatem i bibliotekarzem. W trakcie nauki był niezwykle aktywny w środowisku studenckim. W 1905 był członkiem wydziału i bibliotekarzem Czytelni Akademickiej we Lwowie. Zasiadał w komisji kółek naukowych, był zastępcą przewodniczącego kółka krajoznawczego, a także przewodniczył komisji bibliotecznej. Pracował w zawiadowstwie czasopism i był sędzią sądu koleżeńskiego. Należał do Związku Młodzieży Polskiej „Zet”.   
W latach 1908–1913 był zastępcą nauczyciela w IV Gimnazjum we Lwowie, które wcześniej sam ukończył. W pierwszym semestrze roku szkolnego 1912/1913 wziął urlop ze względów zdrowotnych. W tamtym czasie był redaktorem odpowiedzialnym „Poradnika Teatrów i Chórów Włościańskich”, a także należał do komisji literackiej Związku Teatrów i Chórów Włościańskich. Był też członkiem zwyczajnym Towarzystwa Literackiego im. Adama Mickiewicza we Lwowie.   

### I wojna światowa i wojna polsko-bolszewicka
W latach 1912–1914 odbywał służbę wojskową. Służył w 30 batalionie zastępczym (Ersatzbataillon 30) 30 Galicyjskiego Pułku Piechoty. Uczestniczył w I wojnie światowej. Od mobilizacji w 1914 do marca 1915 służył w batalionie zastępczym. Od marca do sierpnia 1915 przebywał na froncie. Następnie na przełomie 1915 i 1916 przebywał w szpitalu, po czym powrócił do swojej jednostki. W listopadzie 1916 został awansowany na stopień podporucznika rezerwy. Od grudnia 1916 do kwietnia 1917 ponownie przebywał w szpitalu wojskowym. Służbę w armii austro-węgierskiej zakończył w sierpniu 1917 w stopniu porucznika rezerwy (oberleutnant der reserve).   
Podczas wojny polsko-bolszewickiej w stopniu porucznika pełnił funkcję referenta oświatowego 205 ochotniczego pułku piechoty im. Jana Kilińskiego. Pułk ten składał się przeważnie z młodzieży i harcerzy. Łoziński zorganizował zbiórkę książek wśród warszawskich wydawnictw w celu utworzenia biblioteki pułkowej, która ostatecznie powstała i liczyła 2000 tomów. Ponadto utworzył w każdej kompanii chór i zorganizował orkiestrę pułkową.  

### Okres międzywojenny
W 1919 uzyskał stopień doktora nauk filozoficznych na Uniwersytecie Lwowskim. Następnie osiedlił się w Warszawie, gdzie w latach 1919-1923 był bibliotekarzem oraz nauczał łaciny i logiki w Szkole Handlowej Zgromadzenia Kupców. W 1919 był sekretarzem Komitetu Pomocy dla Górnego Śląska Polskich Szkół Średnich. Rok później był członkiem tzw. komisji sześciu, która miała wypracować normy płac dla nauczycielstwa. W 1923 wszedł w skład rady nadzorczej Nauczycielskiej Spółdzielni Kredytowej. W tym samym roku wszedł w skład komisji statutowej w sprawie powołania Instytutu Badań Pedagogicznych. Był sekretarzem generalnym Towarzystwa Nauczycieli Szkół Średnich i Wyższych i przewodniczącym zarządu okręgu warszawskiego tego Towarzystwa. Kierował działem oświatowym „Kuriera Warszawskiego”. Prowadził wykłady pedagogiczne przez radiostację warszawską. Został uwzględniony w Roczniku Oficerskim jako porucznik rezerwy w 5 Pułku Piechoty Legionów.   
W 1923 wygrał konkurs na stanowisko dyrektora I Miejskiego Gimnazjum Męskiego, które później otrzymało imię gen. Józefa Sowińskiego. Objął stanowisko 4 sierpnia 1923. Oprócz piastowania funkcji dyrektora nauczał także języka polskiego oraz propedeutyki filozofii. Był opiekunem szkolnego kółka polonistycznego. Pełnił funkcję skarbnika Koła Opieki Rodzicielskiej. Przewodniczył Komisji Wychowawców i Komisji Zawiadowców Gabinetów. Zainicjował wydawanie corocznych sprawozdań szkolnych. Był przewodniczącym ich komitetu redakcyjnego.
Był propagatorem budowy osiedli szkolnych. W 1929 otworzył osiedle szkolne w Mieni w powiecie wysokomazowieckim. Był również redaktorem czasopisma „Osiedle szkolne. Czasopismo wydawane przez Zespół Szkół posiadających własne osiedla”, którego siedziba redakcji mieściła się w budynku gimnazjum.  W 1926 był członkiem Komisji do Badań nad Historią Literatury i Oświaty w Polsce przy Wydziale I Towarzystwa Naukowego Warszawskiego. Rok później został wybrany w skład Zarządu Głównego Towarzystwa Miłośników Robót Ręcznych. W 1928 został wybrany członkiem wydziału wykonawczego Komitetu do Spraw Szkolnictwa i Wychowania Narodowego. W 1929 wszedł w skład Wydziału Wykonawczego Rady Szkolnej Okręgowej Warszawskiej. Był członkiem komisji rewizyjnej Towarzystwa Przyjaciół Woli. Pełnił funkcję wiceprezesa i członka wydziału wykonawczego rady Towarzystwa Edukacji Narodowej. W ramach TEN był członkiem komisji poradni pedagogicznej.  
W 1930 był członkiem Rady Nadzorczej spółki akcyjnej wydawnictwa Książnica-Atlas. 14 października 1934 obchodził 25-lecie pracy pedagogicznej i 10-lecie dyrektorstwa w I Gimnazjum Miejskim im. gen. Sowińskiego. Na uroczystość przybyli m.in. były minister Alfons Kühn oraz inż. Wacław Głazek. Z tej okazji odbyła się msza w kaplicy szkolnej, a on sam został w imieniu kard. Aleksandra Kakowskiego odznaczony krzyżem Pro Ecclesia et Pontifice. W latach 1933-1935 był członkiem Rady Głównej i szefem Referatu Zbiórki na Fundusz Obrony Morskiej Komisji do Spraw Młodzieży Zarządu Głównego Ligi Morskiej i Kolonialnej. W 1937 znalazł się w komitecie budowy kościoła św. Józefa w Płocicznie-Gawrychach. W 1938 został wysunięty przez Obóz Zjednoczenia Narodowego na delegata do wojewódzkiego kolegium wyborczego, które wybierało senatorów. W tym samym roku był zastępcą przewodniczącego Zarządu Głównego Stowarzyszenia Dyrektorów Polskich Szkół Średnich Państwowych. Wcześniej pełnił też funkcję członka zarządu i redaktora wydawnictw Stowarzyszenia. 

### II wojna światowa
Po wybuchu II wojny światowej organizował zabezpieczenie szkoły przed bombardowaniami. Po kapitulacji Warszawy został 1 października 1939 aresztowany i osadzony w więzieniu na Pawiaku. Wyszedł w grudniu tego samego roku i włączył się w organizację tajnego nauczania. Zagrożony ponownym aresztowaniem wyjechał z Warszawy i ukrył się pod zmienionym nazwiskiem w Ojrzanowie koło Grodziska Mazowieckiego. Tam dotrwał do końca wojny organizując nauczanie dla dzieci z okolicznych wsi. W czasie okupacji był poszukiwany listem gończym przez placówkę SiPo w Warszawie.

### Polska Ludowa
Po wojnie powrócił do funkcji dyrektora Liceum im. gen. Józefa Sowińskiego. W 1946 został kierownikiem Uniwersytetu Powszechnego TUR, którego siedziba mieściła się w budynku liceum. W tym samym roku został przewodniczącym Dzielnicowego Obywatelskiego Komitetu Warszawa-Zachód Premiowej Pożyczki Odbudowy Kraju. Był przewodniczącym Komisji Oświatowo-Kulturalnej Dzielnicowej Rady Narodowej Warszawa-Zachód. Przewodniczył również Dzielnicowemu Komitetowi Odbudowy Warszawy na Woli. 25 czerwca 1949 ustąpił z funkcji dyrektora liceum ze względu na sytuację polityczną. Został następnie dyrektorem kursu ogólnokształcącego przy Państwowej Szkole Pielęgniarstwa nr 3 w Warszawie. 25 stycznia 1950 wszedł w skład zarządu przymusowego Caritas w archidiecezji warszawskiej. 
Zmarł po długich cierpieniach 24 maja 1954 w Warszawie. 28 maja, po nabożeństwie żałobnym w kościele św. Stanisława Biskupa w Warszawie, został pochowany w grobowcu rodzinnym na cmentarzu w Monkiniach.

## Życie prywatne
30 listopada 1912 w kościele św. Karola Boromeusza w Warszawie ożenił się z Władysławą Marianną Laurysiewicz (1891–1944), która zginęła tragicznie podczas wojny w KL Ravensbrück. Jego żona była bratanicą senatora Stefana Laurysiewicza. Miał z nią córkę Halszkę Stanisławę (1919–2002), nauczycielkę, oraz syna Jana Emanuela (1921–1992), lekarza i powstańca warszawskiego. 
Deklarował znajomość języka niemieckiego w stopniu zaawansowanym oraz rumuńskiego i ruskiego (ukraińskiego) w stopniu średniozaawansowanym.

## Upamiętnienie
W 2013 roku, z okazji jubileuszu 90-lecia istnienia III Liceum Ogólnokształcące im. gen. Józefa Sowińskiego, jego imieniem została nazwana szkolna aula.

## Ordery i odznaczenia
- Złoty Krzyż Zasługi (dwukrotnie: 10 listopada 1938[74] i 31 lipca 1946[75])
- Krzyż Pro Ecclesia et Pontifice (Stolica Apostolska)[52]
- Srebrny Medal Waleczności I klasy (Austro-Węgry)[21]
- Krzyż Wojskowy Karola (Austro-Węgry)[21]
- Krzyż Jubileuszowy dla Cywilnych Funkcjonariuszów Państwowych (Austro-Węgry)[76]
- Złota Odznaka Naczelnej Rady Odbudowy Warszawy[63]
- Srebrna Odznaka „Odbudowy Warszawy”[77]

## Publikacje
- Nauka języka polskiego w galicyjskich szkołach średnich (1914)
- Zbiór‎ ‎ustaw‎ ‎i‎ ‎najważniejszych‎ ‎rozporządzeń,‎ ‎dotyczących organizacji‎ ‎oświaty‎ ‎i‎ ‎szkolnictwa‎ ‎w‎ ‎Rzeczypospolitej‎ ‎Polskiej (1922) (wraz z Zygmuntem Stankiewiczem)[78]
- Książka polska na klasę I gimnazjalną (1937) (wraz z Ludwiką Kolczyńską)[79]

## Wspomnienia
Mieszkał‎ ‎tam wtedy‎ (Witold Bełza – przyp. red.) ‎z‎ ‎studentem‎ ‎polonistyki‎ ‎Emanuelem‎ ‎Łozińskim,‎ ‎znanym‎ ‎później‎ ‎dygnitarzem‎ ‎warszawskiego‎ ‎Towarzystwa‎ ‎Nauczycieli‎ ‎Szkół Wyższych‎ ‎i‎ ‎ruchliwym‎ ‎pedagogiem,‎ ‎bawiącym‎ ‎się‎ ‎za‎ ‎młodu‎ ‎w‎ ‎arbitra‎ ‎elegantiarum.‎ ‎Obaj‎ ‎byli‎ ‎straszliwymi‎ ‎pedantami‎ ‎i‎ ‎na‎ ‎ten‎ ‎temat dochodziło‎ ‎nieraz‎ ‎między‎ ‎nimi‎ ‎do‎ ‎sprzeczek.‎ ‎Ale‎ ‎za‎ ‎to‎ ‎w‎ ‎mieszkaniu było‎ ‎j‎a‎k‎ ‎w‎ ‎pudełku.‎‎ Ileż‎ ‎to‎ ‎dowcipów‎ ‎Stasia‎ ‎Wasylewskiego‎ ‎urodziło się‎ ‎na‎ ‎naszych‎ ‎koleżeńskich‎ ‎spotkaniach‎ ‎u‎ ‎Bełzy,‎ ‎dowcipów‎ ‎trafiających‎ ‎nieraz‎ ‎w‎ ‎samych‎ ‎gospodarzy.‎

Gimnazjum, którego fundatorem i użytkownikiem był Zarząd Tramwajów Miejskich, przyjmowało jedynie chłopców. Jego dyrektorem przez wiele lat był Emanuel Łoziński, doktor filozofii i filologii. Baliśmy się Go jak ognia. Stał zawsze przed lekcjami na korytarzu, pilnie lustrując wszystko. Pół minuty po ósmej palcem wskazywał delikwentów, którzy spóźnili się i kazał im czekać przed swoim gabinetem. Wiało grozą. Każdy musiał wytłumaczyć się ze swojego spóźnienia. Gdy zaś nieoczekiwanie zjawiał się na jakiejś lekcji, na wszystkich padał blady strach.‎

Z okresu drugiego półrocza przypominam sobie charakterystyczne dla naszej młodzieży zachowanie się, związane z obchodem imienin J. Piłsudskiego w dniu 19 marca 1937 roku. Rano tego dnia byliśmy na nabożeństwie żałobnym, a następnie odbyła się uroczysta akademia. Po akademii dyrektor Łoziński oświadczył, że z pozostałych lekcji będziemy zwolnieni. Ponieważ wywołało to ryk radości dyrektor odwołał decyzję i lekcje obyły się normalnie.‎